# Martin Jol
Maarten Cornelis Jol, más conocido por Martin Jol, es un exfutbolista neerlandés y actualmente entrenador libre. Su último equipo fue el Al-Ahly de la Premier League de Egipto.

## Trayectoria

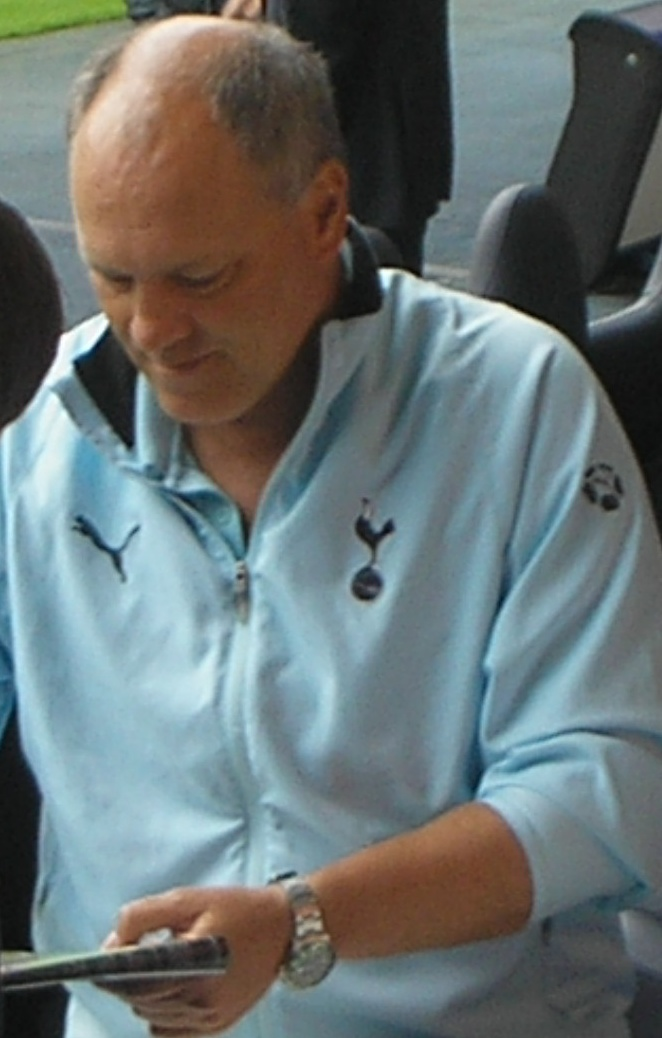
Martin Jol en 2006 en el Tottenham.

### Como jugador
Se forma en el ADO Den Haag, club donde despunta como centrocampista en sus inicios, llegando a disputar más de 100 partidos, además de haber conquistado la Copa de los Países Bajos. Su buen rendimiento lo lleva a fichar por el Bayern de Múnich alemán, donde no llega a sobresalir.
Regresa al fútbol holandés, concretamente al FC Twente, antes de recalar en el West Bromwich Albion y el Coventry City, ambos de Inglaterra. Se retiró en el Den Haag en 1989.

### Como entrenador
Empieza su trabajo en 1991, entrenando a los equipos amateur del Den Haag y el Scheveningen. En 1996 entrena al Roda JC, donde en 1997 se corona campeón de la copa neerlandesa. Desde 1998 a 2004 entrenó al RKC Waalwijk, equipo que jugó en Europa en varias ocasiones.
Tottenham Hotspur
Desde noviembre de 2004 entrenó al Tottenham Hotspur, de la Premier League inglesa, habiendo logrado resultados dispares en el torneo doméstico (9.º en su primera temporada y 5.º en las dos siguientes). A finales de 2007 es destituido de su cargo como consecuencia de un mal comienzo de temporada, siendo reemplazado por el español Juande Ramos.
Hamburgo SV
En mayo de 2008, se convierte en el entrenador del Hamburgo SV, al que llevó al 5.º puesto en la Bundesliga y con el que alcanzó las semifinales de la Copa de Alemania y de la Copa de la UEFA.
Ajax Ámsterdam
En 2009, dejó el Hamburgo para hacerse cargo del Ajax, siendo el reemplazante del renunciante Marco van Basten. El equipo neerlandés fue el máximo goleador del campeonato, con una diferencia de goles de +86; pero terminó subcampeón de la Eredivisie 2009/10, quedando un solo punto por detrás del FC Twente. Jol dimitió en diciembre de 2010.
Fulham
Posteriormente fue entrenador del Fulham, tras la dimisión de Mark Hughes en junio de 2011. El equipo inglés terminó como noveno clasificado en la Premier League 2011-12 y décimo segundo en la Premier League 2012-13. Fue destituido el 1 de diciembre de 2013, después de una serie de derrotas que dejaba al Fulham en 18.º lugar de la Premier League 2013-14 tras 13 jornadas.
Al-Ahly
El 24 de febrero de 2016, firmó por el Al-Ahly. Aunque revalidó el título de la Premier League de Egipto, dejó el club el 19 de agosto del mismo año, tras recibir amenazas por parte de aficionados radicales debido a la eliminación de la Liga de Campeones de África.

## Clubes

### Como jugador
| Club                 | País         | Año       |
| -------------------- | ------------ | --------- |
| ADO Den Haag         | Países Bajos | 1973-1978 |
| Bayern de Múnich     | Alemania     | 1978-1979 |
| FC Twente            | Países Bajos | 1979-1982 |
| West Bromwich Albion | Inglaterra   | 1982-1984 |
| Coventry City        | Inglaterra   | 1984-1985 |
| ADO Den Haag         | Países Bajos | 1985-1989 |

### Como entrenador
| Club                        | País         | Año       | P   | PG | PE | PP | % v.  |
| --------------------------- | ------------ | --------- | --- | -- | -- | -- | ----- |
| ADO Den Haag (amateurs)     | Países Bajos | 1991-1995 |     |    |    |    |       |
| SVV Scheveningen (amateurs) | Países Bajos | 1995-1996 |     |    |    |    |       |
| Roda JC                     | Países Bajos | 1996-1998 | 57  | 29 | 7  | 21 | 50.88 |
| RKC Waalwijk                | Países Bajos | 1998-2004 | 209 | 79 | 44 | 86 | 37.8  |
| Tottenham Hotspur FC        | Inglaterra   | 2004-2007 | 148 | 67 | 38 | 43 | 45.27 |
| Hamburgo SV                 | Alemania     | 2007-2009 | 53  | 32 | 7  | 14 | 60.38 |
| Ajax Ámsterdam              | Países Bajos | 2009-2010 | 77  | 50 | 16 | 11 | 64.94 |
| Fulham FC                   | Inglaterra   | 2011-2013 | 113 | 38 | 28 | 47 | 33.63 |
| Al-Ahly                     | Egipto       | 2016      | 23  | 13 | 6  | 4  | 56.52 |

## Palmarés

### Como jugador
- 1 Copa de los Países Bajos: 1975.

### Como entrenador
- 1 Copa de los Países Bajos: 1997.
- 1 Premier League de Egipto: 2016.